# Basilika St. Sebastian (Diriamba)

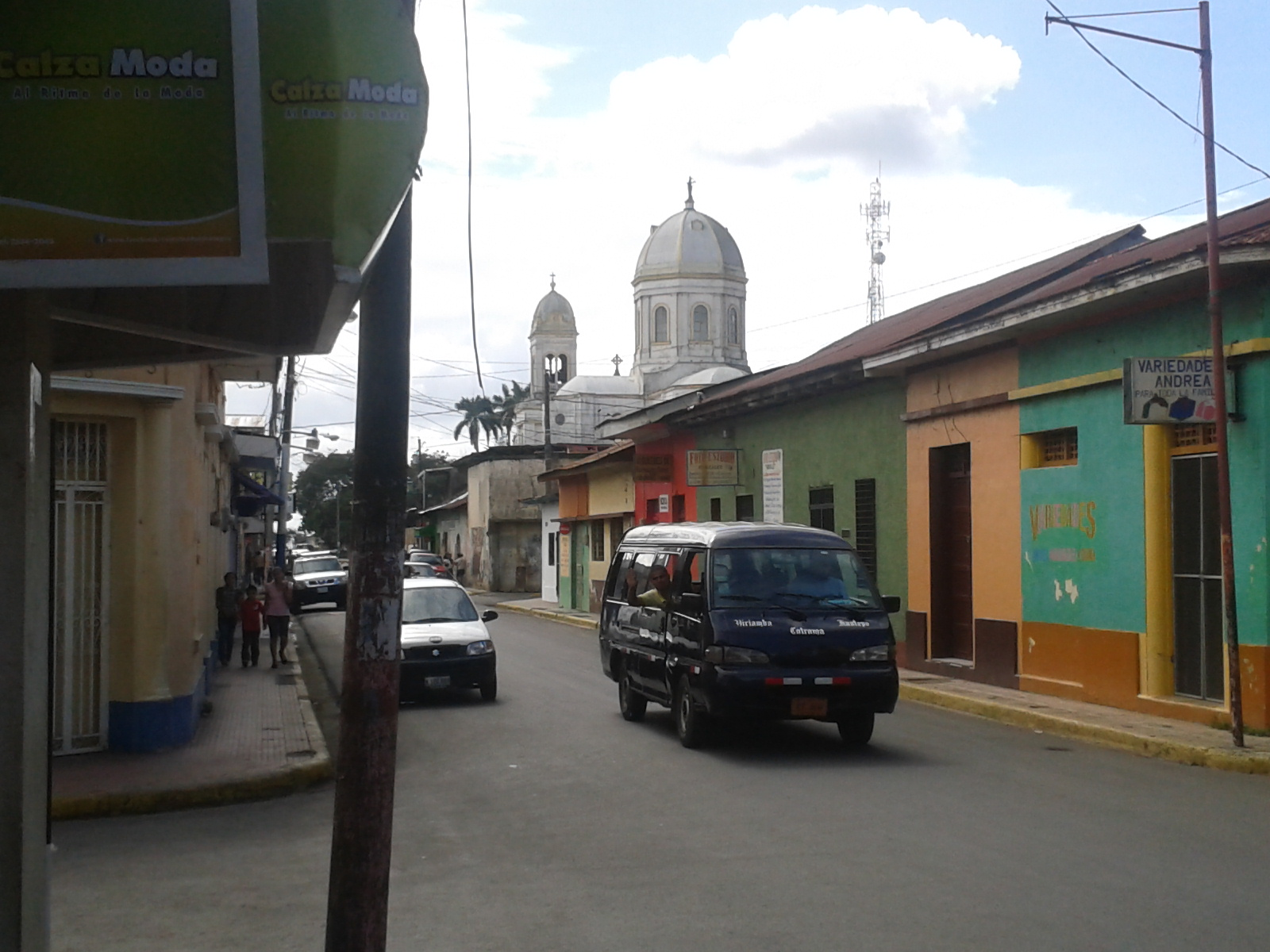
Basilika in der Stadt

Die Basilika St. Sebastian (spanisch Basílica menor de San Sebastián) ist eine römisch-katholische Kirche in Diriamba, Nicaragua. Die Kirche mit dem Titel einer Basilica minor gehört zum Erzbistum Managua und ist nach dem Märtyrer Sebastian benannt.

## Geschichte
An der Stelle verschiedener Vorgängerkirchen aus Holz und Stroh begann der Bau der Kirche mit der Grundsteinlegung am 27. Dezember 1891. Die Arbeiten nach Auftrag des Priesters Thomas R. Altamirano begannen unter der Verantwortung des italienischen Architekten Mario Favilli. Der Bau dauerte 48 Jahre und benötigte mehr als 9000 Backsteine.
Am 28. Oktober 1964 erhob Papst Paul VI. nach Bemühungen des Erzbischofs von Managua, Vicente Alejandro González y Róbleto, die Pfarrkirche von Diriamba in den Rang einer Basilica minor.

## Bauwerk
Das Bauwerk wurde im Kolonialstil errichtet. Über der dreischiffigen Kirche erheben sich eine Kuppel als Vierungsturm und zwei Türme über dem Eingangsbereich, von denen einer vier Glocken trägt. Im Gewölbe der Kuppel und auf beiden Seiten der Wände des Hauptschiffes sind biblische Szenen dargestellt. Diese Gemälde wurden 1958 vom Österreicher Juan Fuchs Holl geschaffen. Zu den Gemälden gehört das Martyrium des hl. Sebastian. In den 2000er Jahren wurden in der Kirche zwei Fresken von Rodrigo Peñalba freigelegt. Diese Fresken sind etwa vier Meter lang und 3,7 Meter breit.
An der geschnitzten Holzkanzel sind Skulpturen der vier Evangelisten dargestellt. Der kunstvolle Hauptaltar der Basilika wurde in Marmor geschaffen.

## Das Bild des hl. Sebastian
In der Basilika befindet sich ein Heiligenbild von Sebastian, das im zehnten Jahrhundert in den Gewässern des Pazifiks gefunden wurde. Jedes Jahr am 20. Januar feiert Diriamba das San-Sebastian-Fest. Die Feier beginnt mit der traditionellen Novene und endet mit einer Prozession durch die Straßen der Stadt.